# Drapeau de Burlington (Vermont)
 (mai 2025).
Si vous disposez d'ouvrages ou d'articles de référence ou si vous connaissez des sites web de qualité traitant du thème abordé ici, merci de compléter l'article en donnant les références utiles à sa vérifiabilité et en les liant à la section « Notes et références ».
 (mai 2025).
La mise en forme du texte ne suit pas les recommandations de Wikipédia : il faut le « wikifier ».
Les points d'amélioration suivants sont les cas les plus fréquents. Le détail des points à revoir est peut-être précisé sur la page de discussion.
- Les titres sont pré-formatés par le logiciel. Ils ne sont ni en capitales, ni en gras.
- Le texte ne doit pas être écrit en capitales (les noms de famille non plus), ni en gras, ni en italique, ni en « petit »…
- Le gras n'est utilisé que pour surligner le titre de l'article dans l'introduction, une seule fois.
- L'italique est rarement utilisé : mots en langue étrangère, titres d'œuvres, noms de bateaux, etc.
- Les citations ne sont pas en italique mais en corps de texte normal. Elles sont entourées par des guillemets français : « et ».
- Les listes à puces sont à éviter, des paragraphes rédigés étant largement préférés. Les tableaux sont à réserver à la présentation de données structurées (résultats, etc.).
- Les appels de note de bas de page (petits chiffres en exposant, introduits par l'outil «  Source ») sont à placer entre la fin de phrase et le point final[comme ça].
- Les liens internes (vers d'autres articles de Wikipédia) sont à choisir avec parcimonie. Créez des liens vers des articles approfondissant le sujet. Les termes génériques sans rapport avec le sujet sont à éviter, ainsi que les répétitions de liens vers un même terme.
- Les liens externes sont à placer uniquement dans une section « Liens externes », à la fin de l'article. Ces liens sont à choisir avec parcimonie suivant les règles définies. Si un lien sert de source à l'article, son insertion dans le texte est à faire par les notes de bas de page.
- La présentation des références doit suivre les conventions bibliographiques. Il est recommandé d'utiliser les modèles {{Ouvrage}}, {{Chapitre}}, {{Article}}, {{Lien web}} et/ou {{Bibliographie}}. Le mode d'édition visuel peut mettre en forme automatiquement les références.
- Insérer une infobox (cadre d'informations à droite) n'est pas obligatoire pour parachever la mise en page.

Pour une aide détaillée, merci de consulter Aide:Wikification.
Si vous pensez que ces points ont été résolus, vous pouvez retirer ce bandeau et améliorer la mise en forme d'un autre article.
Le drapeau de Burlington, dans le Vermont, a été adopté par le conseil municipal de Burlington le 27 novembre 2017, pendant le mandat de maire de Miro Weinberger. Il s'agit de cinq bandes horizontales en zigzag de bleu, blanc, vert, blanc et bleu.

## Histoire

### Drapeau de 1990

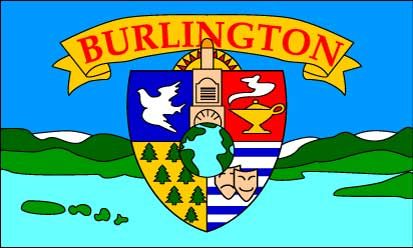
Drapeau de Burlington, Vermont (1990–2017)

En 1990, un groupe d'élèves de l'Edmunds Middle School, dirigé par Cara Wick, élève de huitième année, a conçu un drapeau proportionné 2:3 pour Burlington dans le cadre d'un projet de leadership. L'arrière-plan du drapeau représente la vue vers l'ouest de la ville sur le lac Champlain des montagnes Adirondacks à New York et des Quatre îles Frères, y compris Juniper Island. Il y a un rouleau jaune sur le dessus indiquant "BURLINGTON", en dessous duquel se trouve un bouclier écartelé. Le premier quartier, bleu avec une colombe blanche, symbolise la paix et les villes sœurs de la ville.  Le deuxième quartier, rouge avec une lampe génie jaune, représente les collèges et universités de Burlington, à savoir l'Université du Vermont, le Champlain College, le Burlington College et le Trinity College du Vermont. Le troisième quartier, jaune avec plusieurs pins, représente la conservation de l'environnement; les pins ont été choisis parce que c'est "l'arbre d'État du Vermont", mais l'arbre d'État est en fait l'érable à sucre. Le quatrième quartier, bleu et blanc avec des masques de comédie et de tragédie, représente les arts."Le globe au centre de l'écu représente le thème "nous sommes un seul monde"; au sommet du globe, séparant le premier et le deuxième quart de l'écu, se trouve l'hôtel de ville. Le revers du drapeau est une image miroir, sauf que le nom "BURLINGTON"est correctement écrit.
L'Association nord-américaine de Vexillologie a classé le drapeau de Burlington de 1990 comme l'un des pires drapeaux de ville des États-Unis dans une enquête de 2004. Le drapeau est arrivé à 107 sur 150 villes, obtenant une note de 3,23 sur 10. Des cinq principes de l'Association pour une bonne conception du drapeau, le drapeau de 1990 enfreint la plupart d'entre eux, sinon tous.

## Drapeau de  2017
Inspiré par le TEDTalk viral de Roman Mars en 2015 sur la conception du drapeau, le maire Weinberger a annoncé en janvier 2017 que la ville changerait son drapeau pour mieux représenter la communauté.[2 Cela est arrivé après que la ville voisine de Montpelier, dans le Vermont, a mis à jour son drapeau en 2015 après que Mars a déclaré à propos du drapeau, entre autres, "il y a un fléau de mauvais drapeaux et ils doivent être arrêtés.". Burlington City Arts, la commission artistique de la ville, a décidé d'organiser un concours public pour concevoir le nouveau drapeau.[8] Les résidents avaient six semaines pour soumettre leurs conceptions à compter du 1er septembre; 138 soumissions ont été reçues. Ces 138 ont été réduits à sept par un comité local de concepteurs, d'étudiants, d'enseignants et Ted Kaye, secrétaire de la North American Vexillological Association. Le processus s'est ensuite ouvert au public, qui avait un mois pour voter en ligne; les électeurs ont classé chaque drapeau sur une échelle de un à dix et le dessin avec le score moyen le plus élevé deviendrait le nouveau drapeau. 1 427 résidents de Burlington ont voté et le design gagnant était celui créé par les élèves de septième année et les frères jumeaux Owen et Lucas Marchessault.Le nouveau drapeau a été officiellement adopté par le conseil municipal le 27 novembre et levé pour la première fois le soir du Nouvel An 2017 dans le cadre des célébrations de la Première nuit de Burlington.

## Symbolisme
Selon les jumeaux Marchessault, la ligne bleue supérieure symbolise le ciel, l'histoire de Burlington et l'espoir pour l'avenir. La ligne blanche supérieure représente les montagnes enneigées. La ligne verte fait référence au surnom du Vermont, "l'État de la montagne verte", ainsi qu'à l'engagement de la ville en matière de protection de l'environnement et d'éducation. La ligne blanche du bas représente le brise-lames du port de Burlington, sur lequel se trouvent les feux du brise-lames de Burlington, tandis que la ligne bleue du bas symbolise le lac Champlain, sur lequel se trouve la ville.